# Kim Sun-young
Kim Sun-young (en hangul, 김선영; Provincia de Gyeongsang del Norte, 10 de abril de 1976) es una actriz surcoreana.

## Biografía
Kim Sun-young está casada con el actor/cantante cha eun-woo, la pareja tiene un año de relación.

## Carrera
Es miembro de la agencia 김선영. Previamente formó parte de la agencia Jellyfish Entertainment.
Kim empezó a actuar cuando era estudiante en la universidad Hallym. Su debut como actriz profesional se produjo en 1995, en la obra teatral After the Play is Over. Desde entonces siguió trabajando en los escenarios habitualmente hasta que en 2005 debutó en cine con She's on Duty. Más tarde hizo su debut televisivo en 2004 con un papel menor en la serie dramática de MBC Hotel King.
En septiembre del 2020 se unió al elenco de la serie Homemade Love Story (también conocida como "Oh! Samkwang Villa") donde da vida a Lee Man-jung, hasta ahora.
En 2022 se unió al elenco principal de la serie Stock Struck, donde da vida a Jung Haeng-ja, la dueña de un popular restaurante de jokbal.
En 2023 apareció con un papel de reparto en la serie de tvN Curso intensivo de amor, que alcanzó altos niveles de audiencia; y también en cine tuvo papeles destacados en dos de los grandes éxitos de taquilla del año, Concrete Utopia y 30 Days.

## Filmografía

### Series de televisión
| Año     | Título                            | Rol                              | Red     | Notas                     | Ref.                 |
| ------- | --------------------------------- | -------------------------------- | ------- | ------------------------- | -------------------- |
| 2014    | Hotel King                        | So Moon-jung                     | MBC     |                           |                      |
| 2014    | Flower Grandpa Investigation Unit | madre de Joon-hyuk               | tvN     |                           |                      |
| 2014    | The Three Musketeers              | madre de Park Dalhyang           | tvN     |                           |                      |
| 2014    | Drama Festival "Fitting"          | Yongae                           | MBC     |                           |                      |
| 2015    | Brilla o enloquece                | Baek Myo                         | MBC     |                           |                      |
| 2015    | Reply 1988                        | Kim Sun-young (madre de Sun-woo) | tvN     |                           |                      |
| 2016    | Ms. Temper and Nam Jung Gi        | Han Young-mi                     | JTBC    |                           |                      |
| 2016    | El rey de las compras, Louie      | Heo Jung-ran                     | MBC     |                           |                      |
| 2016    | Father, I'll Take Care of You     | Seo Hye-joo                      | MBC     |                           |                      |
| 2016    | The Legend of the Blue Sea        | Cliente de jjimjilbang           | SBS     | Cameo, ep. 11             |                      |
| 2017    | The Guardians                     | Lee Sun-ae                       | MBC     |                           |                      |
| 2017    | Hospital Ship                     | Oh Mi-jung                       | MBC     |                           |                      |
| 2017    | Generación de chicas 1979         | Madre de Jung-hee                | KBS2    |                           |                      |
| 2017    | Prison Playbook                   | Exesposa de Kang Chul-doo        | tvN     | Cameo, ep. 13             |                      |
| 2019    | El amor es un capítulo aparte     | Seo Young-ah                     | tvN     |                           |                      |
| 2019    | Her Private Life                  | Uhm So-hye                       | tvN     |                           |                      |
| 2019    | Moment of 18                      | Yoon Song-hee                    | JTBC    |                           |                      |
| 2019    | When the Camellia Blooms          | Park Chan-sook                   | KBS2    |                           |                      |
| 2019-20 | Crash Landing on You              | Na Wol-sook                      | tvN     |                           |                      |
| 2020    | Hospital Playlist                 | Paciente de Lee Ik-joon          | tvN     | Ep. 7                     |                      |
| 2020    | Old School Intern                 | Goo Ja-suk                       | MBC     |                           |                      |
| 2020    | La novata de la calle             | Kong Boon-hee                    | SBS     |                           |                      |
| 2020-21 | Homemade Love Story               | Lee Man-jung                     | KBS2    |                           | [ 13 ]               |
| 2021    | Mar de la tranquilidad            | Dra. Hong Ga-Young               | Netflix | Serie web                 | [ 6 ]                |
| 2022    | Stock Struck                      | Jung Haeng-ja                    | TVING   |                           | [ 14 ]               |
| 2023    | Curso intensivo de amor           | Jo Su-hee                        | tvN     |                           | [ 15 ] [ 16 ]        |
| 2023    | Queenmaker                        | Kim Hwa-soo                      | Netflix | Serie web                 | [ 17 ]               |
| 2023    | My Lovely Liar                    | Choi Ji-hye                      | tvN     | Aparición especial        | [ 18 ]               |
| 2023    | ¡Doona!                           | Madre de Doo-na                  | Netflix | Serie web                 | [ 19 ]               |
| 2024    | Queen of Divorce                  | Son Jang-mi                      | JTBC    |                           | [ 20 ]               |
| 2024    | No hay amor desinteresado         | Eom So-hye                       | tvN     | Aparición especial, ep. 6 |                      |
| 2024    | Un negocio virtuoso               | Seo Young-bok                    | JTBC    |                           | [ 21 ] [ 22 ] [ 23 ] |
| 2025    | Nuestro Seúl por descubrir        | Yeom Beon-hong                   | tvN     |                           | [ 24 ] [ 25 ]        |

### Películas
| Año  | Título                        | Papel                      | Ref.          |
| ---- | ----------------------------- | -------------------------- | ------------- |
| 2005 | She's on Duty                 | Profesora de matemáticas   |               |
| 2006 | Ice Bar                       | Choonja                    |               |
| 2012 | Tone-deaf Clinic              | Lee Hyungja                |               |
| 2014 | Another Promise               | Lee Okyeon                 |               |
| 2014 | Monster                       | Mujer de mediana edad      |               |
| 2014 | Ode to My Father              | Hermana Lee                |               |
| 2015 | Enemies In-Law                | Profesora                  |               |
| 2015 | The Long Way Home             | Mujer mayor                |               |
| 2015 | Communication and Lies        | Kim Sunyoung               | [ 26 ]        |
| 2016 | Missing Woman                 | Dueña del salón de masajes | [ 27 ] [ 28 ] |
| 2017 | One Line                      | Asistente del Mánager Hong |               |
| 2018 | Mothers                       | Yeon-hwa                   |               |
| 2018 | Herstory                      | Presidenta Shin            |               |
| 2018 | Winter's Night                |                            |               |
| 2018 | Miss Baek                     | Jang Hoo-nam               |               |
| 2019 | Mal-Mo-E: The Secret Mission  | Gu Ja-young                |               |
| 2019 | Trade Your Love               | Jo Soo-jung                |               |
| 2019 | Juror 8                       | Mujer de limpieza          |               |
| 2020 | The Day I Died: Unclosed Case | Min-jung                   |               |
| 2021 | Three Sisters                 | Hee-sook                   | [ 29 ]        |
| 2023 | Concrete Utopia               | Geum-ae                    | [ 11 ] [ 30 ] |
| 2023 | Dream Palace                  | Hye-jeong                  | [ 16 ] [ 31 ] |
| 2023 | 30 Days                       | Sook-jeong                 | [ 12 ]        |
| 2024 | Exhuma                        | Oh Gwang-sim               |               |
| 2024 | Hijack 1971                   | Young-sook                 | [ 32 ]        |

### Presentadora
| Año  | Título                    | Notas                                          |
| ---- | ------------------------- | ---------------------------------------------- |
| 2021 | 57th Baeksang Arts Awards | presentadora de categoría - junto a Oh Jung-se |

## Premios y nominaciones
| Año  | Premio                                               | Categoría                             | Trabajo                     | Resultado | Ref.                        |
| ---- | ---------------------------------------------------- | ------------------------------------- | --------------------------- | --------- | --------------------------- |
| 2018 | 55th Grand Bell Awards                               | Mejor actriz de reparto               | Herstory                    | Nominada  | [ 34 ]                      |
| 2018 | 27th Buil Film Awards                                | Mejor actriz de reparto               | Herstory                    | Ganadora  | [ 35 ]                      |
| 2018 | 39th Blue Dragon Film Awards                         | Mejor actriz de reparto               | Herstory                    | Nominada  | [ 36 ]                      |
| 2018 | 24th Chunsa Film Art Awards                          | Mejor actriz de reparto               | Herstory                    | Nominada  | [ 37 ]                      |
| 2020 | 7th APAN Star Award                                  | Mejor actriz de reparto               | Crash Landing on You        | Ganadora  | [ 38 ] [ 39 ]               |
| 2020 | 7th APAN Star Award                                  | Mejor actriz de reparto               | Convenience Store Saet Byul | Ganadora  | [ 38 ] [ 39 ]               |
| 2020 | 34th KBS Drama Awards                                | Mejor actriz de reparto - serie larga | Homemade Love Story         | Ganadora  | [ 40 ]                      |
| 2020 | 39th MBC Drama Award                                 | Mejor actriz de reparto               | Old School Intern           | Ganadora  | [ 41 ]                      |
| 2020 | 56th Baeksang Arts Award                             | Mejor actriz de reparto               | Crash Landing on You        | Ganadora  | [ 42 ] [ 43 ]               |
| 2021 | Brand Customer Loyalty Award                         | Actriz – Scene-Stealer                | -                           | Ganadora  | [ 44 ] [ 45 ]               |
| 2021 | 57th Baeksang Arts Award                             | Mejor actriz de reparto               | Three Sisters               | Ganadora  | [ 46 ] [ 47 ] [ 48 ] [ 49 ] |
| 2021 | 30th Annual Buil Film Award                          | Mejor actriz de reparto               | Three Sisters               | Ganadora  | [ 50 ] [ 51 ]               |
| 2021 | 41st Annual Korean Association of Film Critics Award | Mejor actriz de reparto               | Three Sisters               | Ganadora  | [ 52 ] [ 53 ]               |
| 2021 | 26th Chunsa Film Art Award                           | Mejor actriz de reparto               | Three Sisters               | Nominada  | [ 54 ]                      |
| 2021 | 42nd Blue Dragon Film Award                          | Mejor actriz de reparto               | Three Sisters               | Ganadora  | [ 55 ] [ 56 ]               |
| 2021 | 8th Korean Film Writers Association Awards           | Mejor actriz de reparto               | Three Sisters               | Ganadora  | [ 57 ]                      |
| 2021 | Busan Film Critics Awards                            | Mejor actriz                          | Three Sisters               | Ganadora  | [ 58 ]                      |